# Tempe Terra
La Tempe Terra è una struttura geologica della superficie di Marte.